# Olaf Ansorge
Olaf Ansorge (* 4. Juni 1961; † 19. November 2012) war ein deutscher Fußballspieler, Trainer und Vertriebsmanager bei Volkswagen. Er war offensiver Mittelfeldspieler und von 1986 bis 1992 Kapitän des VfL Wolfsburg.

## Spielerkarriere
Olaf Ansorge begann seine Fußballlaufbahn beim MTV Hondelage, bevor er im Juli 1981 in die Oberliga Nord zum VfL Wolfsburg wechselte. Sein Debüt für die „Wölfe“ gab er am 9. August 1981 in einem Drittligaspiel gegen Arminia Hannover, das 1:1 endete. Wenige Wochen später erzielte er sein erstes Tor im DFB-Pokal gegen Rot-Weiß Lüdenscheid und trug damit zum 2:1-Sieg in der ersten Runde bei.
Seine erfolgreichste Torsaison hatte Ansorge 1987/88, in der er 20 Treffer erzielte und damit gemeinsam mit seinem Teamkollegen Frank Plagge, der ebenfalls 20 Tore erzielte, zu den besten vier Torschützen der Spielzeit gehörte. Dreimal führte er den VfL Wolfsburg in die Aufstiegsrunde zur 2. Bundesliga (1987/88, 1990/91, 1991/92). Seinen größten Triumph erlebte er am 13. Juni 1992, als der VfL Wolfsburg durch einen 2:1-Sieg gegen den FC Berlin nach 15 Jahren in die Zweitklassigkeit zurückkehrte. Dieses Spiel markierte auch Ansorges Abschied vom aktiven Fußball beim VfL.
Mit 123 Treffern in 381 Pflichtspielen ist er bis heute Rekordtorschütze des VfL Wolfsburg.

## Trainerkarriere
In der Saison 2000/01 übernahm Olaf Ansorge die Cheftrainerposition der Reservemannschaft des VfL Wolfsburg und führte sie in der Oberliga Nord auf den neunten Tabellenplatz. Zudem gründete er das VfL-Traditionsteam, in dem er selbst viele Jahre aktiv blieb.

## Karriere bei Volkswagen
Nach dem Ende seiner Spielerkarriere wechselte Ansorge 1992 in den Vertrieb von Volkswagen. Als Leiter des Kundencenters in Wolfsburg organisierte er Fahrzeugauslieferungen an zahlreiche prominente Kunden und war bei Veranstaltungen wie dem Doppelpass in der Autostadt oder in der Händlerloge des VfL Wolfsburg präsent.

## Tod
Am 19. November 2012 verstarb Olaf Ansorge im Alter von 51 Jahren nach einer zweieinhalb Jahre dauernden schweren Krankheit. Er hinterlässt seine Ehefrau und zwei Kinder.

## Erfolge
- Aufstieg in die zweite Fußball-Bundesliga: 1991/92